# Gouverneurswahl in New Hampshire 2012
Die Gouverneurswahl in New Hampshire 2012 fand am 6. November 2012 statt, um den Gouverneur des US-Bundesstaates New Hampshire für die folgenden zwei Jahre zu bestimmen. Der amtierende Gouverneur John Lynch (Demokratischen Partei) bewarb sich nicht erneut für das Amt. Zur neuen Gouverneurin wurde seine Parteifreundin Maggie Hassan gewählt.

## Vorwahlen
Wie bei vielen Wahlen in den USA üblich, bestimmten die Wähler zunächst im Rahmen einer Vorwahl (Primary) jenen Kandidaten, der bei der eigentlichen Wahl als einziger für seine jeweilige Partei gegen die Kandidaten der anderen Parteien antrat.

### Demokratische Partei
Kandidaten bei der Vorwahl der Demokratischen Partei waren:
- Jackie Cilley, ehemaliges Mitglied im Senat von New Hampshire
- Maggie Hassan, ehemalige Fraktionsvorsitzende im Senat von New Hampshire
- Bill Kennedy, Feuerwehrmann und Offizier i. R. der US-Luftwaffe

### Republikanische Partei
Kandidaten bei der Vorwahl der Republikanischen Partei waren:
- Ovide M. Lamontagne, Rechtsanwalt
- Kevin H. Smith, ehemaliges Mitglied im Repräsentantenhaus von New Hampshire
- Robert Tarr

## Wahlergebnisse

### Vorwahl der Demokraten
| Partei | Partei               | Kandidat      | Stimmen | %    |
| ------ | -------------------- | ------------- | ------- | ---- |
|        | Demokratische Partei | Maggie Hassan | 45.120  | 53,1 |
|        | Demokratische Partei | Jackie Cilley | 33.066  | 38,9 |
|        | Demokratische Partei | Bill Kennedy  | 5.936   | 7,0  |

### Vorwahl der Republikaner
| Partei | Partei                 | Kandidat         | Stimmen | %    |
| ------ | ---------------------- | ---------------- | ------- | ---- |
|        | Republikanische Partei | Ovide Lamontagne | 73.437  | 67,7 |
|        | Republikanische Partei | Kevin Smith      | 32.396  | 29,8 |
|        | Republikanische Partei | Robert Tarr      | 1.725   | 1,6  |

### Gouverneurswahl
| Partei | Partei                 | Kandidat         | Stimmen | %                |
| ------ | ---------------------- | ---------------- | ------- | ---------------- |
|        | Demokratische Partei   | Maggie Hassan    | 378.934 | 54,61 (+1,98 %p) |
|        | Republikanische Partei | Ovide Lamontagne | 295.026 | 42,52 (−2,51 %p) |
|        | Libertäre Partei       | John J. Babiarz  | 19.251  | 2,77 (+0,56 %p)  |
|        | Sonstige               | Sonstige         | 666     | —                |